# Lago Mansar
El lago Mansar se encuentra a 62 km de la ciudad de Jammu, en Jammu y Cachemira, India. Está bordeado por colinas cubiertas de bosques y tiene más de 1,6 km de longitud y 645 m de anchura. Junto con el lago Surinsar, unos 13 km al noroeste, fue designado como sitio Ramsar en noviembre de 2005. Tanto Mansar como Surinsar se han formado al borde de un anticlinal, al sur del río Jhelum, cuyo núcleo está lleno de fracturas y fallas de las que brotan los manantiales que han dado lugar a ambos lagos.

## Sitio Ramsar
Los lagos Mansar y Surinsar fueron declarados sitios Ramsar número 1573 en 2005. El conjunto representa una superficie de 350 ha. Están asociados porque se encuentran en la misma formación geológica, a ambos extremos de la carretera Surinsar-Mansar, que tiene 14,4 km de longitud, aunque en línea recta solo están separados 9 km. Se encuentran en las llanuras semiáridas del Punjab, donde forman parte de la cuenca del río Jhelum, al norte, en una zona de arenisca, rocas y guijarros. Surinsar, a 605 m y con 29 ha, es un lago alimentado por los manantiales y la lluvia, sin una entrada permanente de agua, y Mansar, a 660 m de altitud y con 60 ha, está alimentado por escorrentías y parcialmente por aguas ricas en minerales procedentes de los arrozales que hay al noroeste, incrementadas en época de lluvias (unos 800 mm anuales). Se consideran lagos gemelos, y entre ambos se encuentra el Santuario de vida salvaje de Surinsar Mansar, de 98 km2, cuya vegetación comprende el Pinus gerardiana y una mezcla de árboles y matorrales entre los que destacan Bauhinia variegata (falsa caoba), Ficus religiosa, Dalbergia sissoo (sisu), Mallotus Phillipensis (kamala) y Acacia spp. Entre los mamíferos figuran el goral, el leopardo, el muntíaco y el oso.
El lago Mansar alberga especies como las tortugas Lissemys punctata y Aspideretes gangeticus, y el hidrozoo Mansariella lacustris, incluidos en la lista roja de CITES y UICN. El lago tiene un alto contenido de micronutrientes, por lo que es un hábitat atractivo como lugar de reproducción y crianza para especies acuáticas migratorias como Fulica atra, Gallinula chloropus, Podiceps nigricollis, Aythya fuligula y varias especies de anátidas.

## Lugar sagrado
Además de ser un popular destino de excursiones en Jammu, también es un lugar sagrado que comparte la leyenda y la santidad del lago Manasarovar. En la orilla oriental del lago hay un santuario dedicado a Shesha (una serpiente de seis cabezas). El santuario consta de una gran roca sobre la que se colocan una serie de cadenas de hierro que quizás representan a las pequeñas serpientes que esperan a la deidad tutelar de Shesha. En las cercanías del lago se encuentran dos viejos templos dedicados a Umapati Mahadeva y Narasinja, así como un templo de Durga. La gente toma un baño sagrado en el agua del lago en ocasiones festivas.
Los recién casados consideran auspicioso realizar tres circunvalaciones (Parikarma) alrededor del lago para buscar las bendiciones de Shesha, el señor de las serpientes, cuyo santuario se encuentra en su orilla oriental.
Ciertas comunidades de hindúes realizan aquí la ceremonia Mundan (primer corte de cabello) de sus hijos varones.
También hay algunos templos antiguos en las orillas del lago, que son visitados por un gran número de devotos. Mansar también es ideal para navegar, para lo cual el Departamento de Turismo brinda las instalaciones adecuadas.
La carretera del lago Mansar se une a otra carretera importante que conecta directamente Pathankot (Punjab) con Udhampur (Jammu y Cachemira, provincia de Jammu). Udhampur es una ciudad de importancia estratégica, nuevamente en la Carretera Nacional No. 1A. El lago Surinsar, un lago más pequeño que está vinculado a Mansar, se halla a 24 km de Jammu (a través de una carretera de circunvalación).

## Flora y fauna
Las áreas alrededor del lago Mansar son ricas en bosques. Aquí se encuentran muchos tipos de árboles y arbustos. Entre los árboles figuran Ficus religiosa y acacia, aunque dominan los pinos, que proporcionan refugio a una serie de aves y animales . También hay un santuario de vida silvestre cerca del lago que proporciona hogar a una serie de aves y animales como el chital, el nilgó, grullas y patos . También se encuentran diversos tipos de peces, tortugas y serpientes.

## Galería

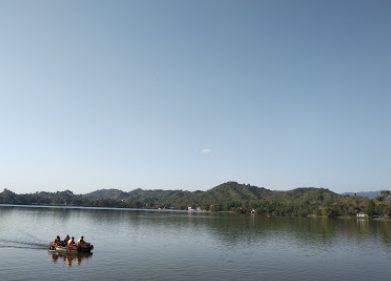
Paseo en bote por el lago Mansar
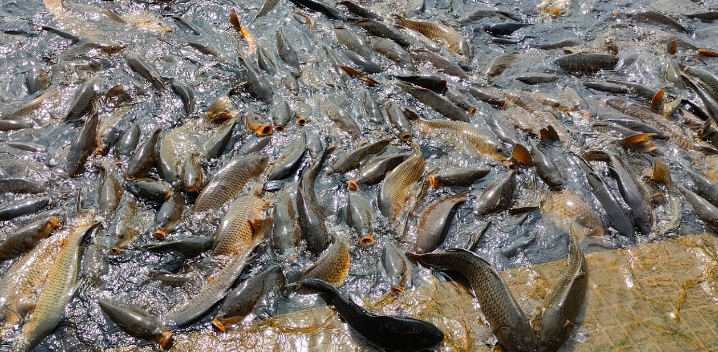
Peces en el lago Mansar
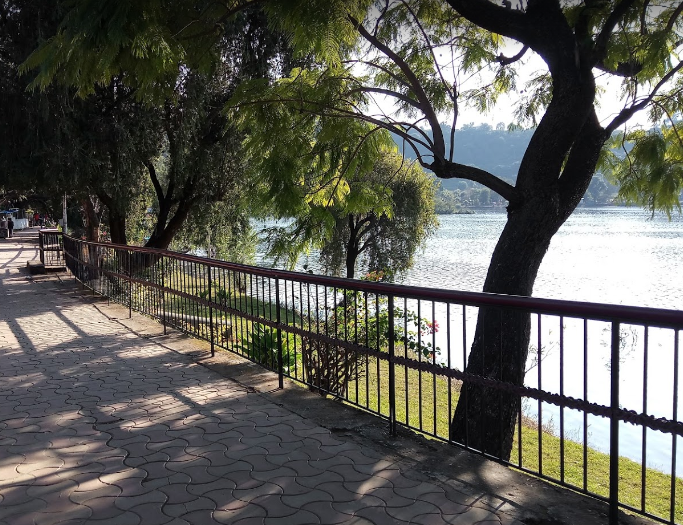
Sendero en torno al lago Mansar
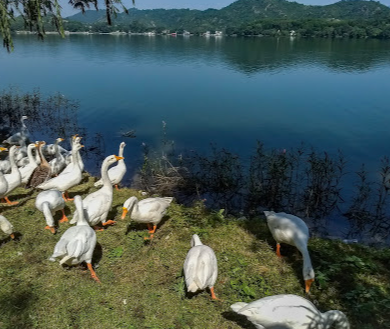
Patos cerca del lago Mansar